# Чжухайская башня
Чжухайская башня (Zhuhai Tower, 珠海中心大厦) — сверхвысокий небоскрёб, расположенный в деловом центре китайского города Чжухай, рядом с Чжухайским выставочным центром. Построен в 2017 году в стиле модернизма, на начало 2020 года являлся самым высоким зданием города, 47-м по высоте зданием Китая, 56-м — Азии и 92-м — мира.
Чжухайская башня (329 м) имеет 66 наземных и два подземных этажа, 33 лифта, 250 гостиничных номеров пятизвёздочного отеля St. Regis (открылся в октябре 2018 года под управлением американской сети Marriott International), 800 парковочных мест, площадь здания — 146 800 м², а всего комплекса — 700 000 м². Архитекторами башни выступили британское бюро RMJM и Институт дизайна (Гуанчжоу), главным застройщиком — Baoye Group (Шанхай).
Помимо Чжухайской башни и выставочного центра в состав единого комплекса, построенного на отвоёванной у моря территории, входят отель Sheraton Zhuhai Huafa, жилые башни, киноконцертный зал, торговый центр, пешеходная набережная и парковая зона.    